# Gringo Cardia
Waldimir Cardia Júnior, também conhecido como Gringo Cardia (Uruguaiana, 1957), é um artista plástico, decorador e arquiteto brasileiro.

## Carreira Profissional
Formado em arquitetura pela Universidade Federal do Rio de Janeiro, criou uma nova linguagem nas áreas cenográficas de teatro, espetáculos de dança e show, tornando-se um dos artistas expoentes a partir da década de 1990.
Desenhou os cenários para shows do Skank e da Xuxa, como a turnê Xuxa Circo, fez o projeto das capas dos CDs de Daniela Mercury Feijão com Arroz e Canibália, assim como o palco do espetáculo Ovo do Cirque du Soleil. Também já trabalhou no Carnaval do Rio de Janeiro.
Frequentemente desenvolve a programação visual de toda a mídia de um espetáculo: do impresso gráfico e vídeo até a criação e construção do cenário do show ou da peça. Em dança, faz a direção de arte e cenografia da Companhia de Dança Deborah Colker desde a sua criação, também trabalhou com o grupo circense Intrépida Trupe por dez anos.
Em 2013, junto com o japonês Shigeru Ban e Diébédo Francis Kéré, de Burquina Fasso, renovou inteiramente o antigo Museu da Cruz Vermelha e do Crescente Vermelho, dos anos 1980. Contratado ainda em 2013 como carnavalesco da São Clemente, cargo que dividiria com Bia Lessa, mas acabou saindo devido incompatibilidade de ideias com a direção da escola.[carece de fontes?]
Desenvolveu o projeto Casa X, na área de festas infantis, empreendimento da apresentadora Xuxa Meneghel.[carece de fontes?] No dia 10 de Outubro de 2018, a cantora Ivete Sangalo anunciou que Gringo Cardia seria o diretor artístico do seu novo projeto "Live Experience".[carece de fontes?]
Inaugurado na cidade de Maricá, em 2024, Gringo Cardia assinou a curadoria e o projeto do Museu Casa Darcy Ribeiro, criado em memória ao renomado antropólogo brasileiro Darcy Ribeiro; tal museu ocupa a antiga residência de veraneio de Darcy, projetada pelo arquiteto Oscar Niemeyer.